# Coordenadas ecuatoriales

El sistema de coordenadas ecuatoriales utilizando coordenadas esféricas. El plano fundamental de coordenadas esféricas está formado por la proyección del ecuador de la Tierra sobre la esfera celeste, formando el ecuador celeste. La dirección primaria se establece proyectando la órbita de la Tierra sobre la esfera celeste, formando la eclíptica, y estableciendo el nodo ascendente de la eclíptica en el ecuador celeste, formando el equinoccio vernal. La ascensión recta se mide hacia el este a lo largo del ecuador celeste desde el equinoccio, y la declinación se mide positivamente hacia el norte desde el ecuador celeste. (Las proyecciones de los polos geográficos norte y sur de la Tierra forman los polos celestes norte y sur, respectivamente.

Las coordenadas ecuatoriales forman un sistema que permite ubicar un objeto en la esfera celeste respecto al ecuador celeste y al equinoccio vernal. Estas coordenadas se denominan declinación y ascensión recta y son equivalentes a la latitud y longitud geográficas.
El Sol, merced al movimiento real de la Tierra, describe una trayectoria aparente sobre la esfera celeste denominada, al igual que el plano que la contiene, trayectoria eclíptica. A la línea perpendicular a dicho plano se le denomina eje de la eclíptica y la oblicuidad de la eclíptica es el ángulo que forma la eclíptica con el ecuador celeste. Actualmente tiene un valor de 23°26′. 
La línea de equinoccios es la intersección del ecuador con la eclíptica. Al punto donde se proyecta el Sol al pasar del hemisferio sur al hemisferio norte se le denomina punto vernal o punto Aries.

## Dirección primaria
Esta descripción de la orientación del sistema de referencia está algo simplificada; la orientación no es del todo fija. Un movimiento lento del eje de la Tierra, precesión, provoca un giro lento y continuo del sistema de coordenadas hacia el oeste alrededor de los polos de la eclíptica, completando un circuito en unos 26.000 años. A esto se superpone un movimiento menor de la eclíptica, y una pequeña oscilación del eje de la Tierra, nutación.
Para fijar la dirección primaria exacta, estos movimientos obligan a especificar el equinoccio de una fecha concreta, conocida como época, a la hora de dar una posición. Las tres más utilizadas son:
- Equinoccio medio de una época estándar (normalmente J2000,0, pero puede incluir B1950,0, B1900,0, etc.): es una dirección estándar fija, que permite comparar directamente posiciones establecidas en varias fechas.
- Equinoccio medio de fecha: es la intersección de la eclíptica de "fecha" (es decir, la eclíptica en su posición en "fecha") con el ecuador "medio" (es decir, el ecuador girado por precesión a su posición en "fecha", pero libre de las pequeñas oscilaciones periódicas de nutación). Comúnmente utilizado en el cálculo de órbitas planetarias.
- Equinoccio verdadero de la fecha: es la intersección de la eclíptica de la "fecha" con el ecuador "verdadero" (es decir, el ecuador medio más la nutación). Es la intersección real de los dos planos en un momento dado, teniendo en cuenta todos los movimientos.

Por tanto, una posición en el sistema de coordenadas ecuatoriales suele especificarse como equinoccio verdadero y ecuador de la fecha, equinoccio medio y ecuador de J2000.0, o similar. Nótese que no existe una eclíptica media, ya que la eclíptica no está sujeta a pequeñas oscilaciones periódicas.

## Origen de las coordenadas y unidades
Las referencias fundamentales son:

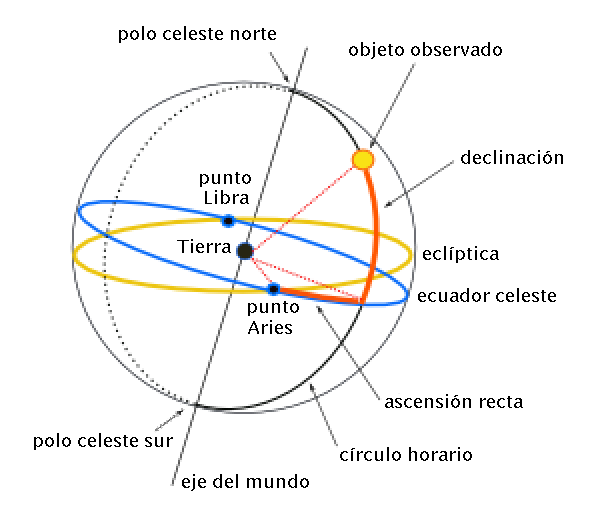
Las coordenadas ecuatoriales se destacan en rojo; la eclíptica en amarillo; el desplazamiento aparente del Sol —no representado— se mueve imaginariamente por la eclíptica en sentido contrario a las agujas del reloj y en color azul está el primer punto de Aries por donde se pasa al norte del ecuador celeste que se considera como la primavera del hemisferio norte. Cuando después de seis meses el punto llega al Punto Libra sucede lo contrario; es decir, llega el otoño al hemisferio norte. Para el hemisferio sur, el proceso es a la inversa.

- El equinoccio vernal, o punto Aries, para la recta de ascensión.
- El ecuador celeste para la declinación.

El equinoccio vernal es el punto de intersección de la eclíptica con el plano ecuatorial celeste por donde el Sol pasa de sur a norte de dicho plano en su movimiento aparente por la eclíptica. 
El ecuador celeste es el círculo que resulta de la intersección del plano ecuatorial terrestre con la esfera celeste. Esta y la Tierra, son concéntricas. Prolongando el eje de rotación de la Tierra tenemos el eje del mundo, o eje de rotación del movimiento diurno.
La línea de equinoccios (eje x), el diámetro ecuatorial perpendicular (eje y) y el eje del mundo (eje z), forman el triedro donde se representan las coordenadas rectilíneas ecuatoriales. 
A diferencia de las coordenadas horizontales, que están ligadas a cada lugar de observación en particular, es decir son coordenadas locales, las coordenadas ecuatoriales no, puesto que están referidas a la esfera celeste. Son una referencia independiente del punto de observación. El equinoccio vernal y el ecuador celeste no varían, se esté dónde se esté. Por el contrario, el horizonte local y el punto sur de las coordenadas horizontales, son distintas para cada observador. Además las coordenadas horizontales y horarias cambian rápidamente, el ángulo horario cambia 15° por hora, por efecto de la rotación de la Tierra, mientras que las coordenadas ecuatoriales, aunque afectadas por la precesión y nutación, están prácticamente inmóviles en intervalos no muy grandes de tiempo. De todos modos, en medidas muy precisas hay que considerar dichos movimientos para efectuar las correcciones necesarias.
La ascensión recta, abreviadamente AR, y denotada por la letra griega α, es el ángulo, medido sobre el ecuador celeste, abarcado entre el Punto Aries (equinoccio vernal) y el círculo horario o meridiano que pasa por el objeto observado. Equivale a la longitud geográfica. Su sentido positivo es el directo o antihorario, el mismo de la rotación terrestre vista desde el polo norte. Sus unidades son las angulares, expresadas en horas, de manera que 24 horas se corresponden a 360°. Es decir que 1 hora equivalen a 15°, o bien 1° equivale a 4 minutos horarios. 
Círculo horario o meridiano celeste de un astro es el círculo máximo que pasa por el astro y los polos celestes. 
La declinación, abreviadamente Dec, y denotada por la letra griega δ, es el ángulo que forman el ecuador celeste y el objeto. La declinación es comparable a la latitud geográfica y se mide en grados sexagesimales. Es positiva si está al norte del ecuador celeste y negativa si está al sur.

## Coordenadas esféricas

### Uso en astronomía
Las coordenadas esféricas de una estrella se expresan a menudo como un par, ascensión recta y  declinación, sin una coordenada de distancia. La dirección de los objetos suficientemente distantes es la misma para todos los observadores, y es conveniente especificar esta dirección con las mismas coordenadas para todos. Por el contrario, en el sistema de coordenadas horizontales, la posición de una estrella difiere de un observador a otro en función de sus posiciones en la superficie terrestre, y cambia continuamente con la rotación de la Tierra.
Los telescopios equipados con montura ecuatorial y círculos de ajuste emplean el sistema de coordenadas ecuatoriales para encontrar objetos. Los círculos de ajuste junto con una carta estelar o efemérides permiten apuntar fácilmente el telescopio a objetos conocidos de la esfera celeste.

### Declinación
El símbolo de declinación δ, (minúscula "delta", abreviado DEC) mide la distancia angular de un objeto perpendicular al ecuador celeste, positiva al norte, negativa al sur. Por ejemplo, el polo norte celeste tiene una declinación de +90°. El origen de la declinación es el ecuador celeste, que es la proyección del ecuador terrestre sobre la esfera celeste.  La declinación es análoga a la latitud terrestre.

### Ascensión recta

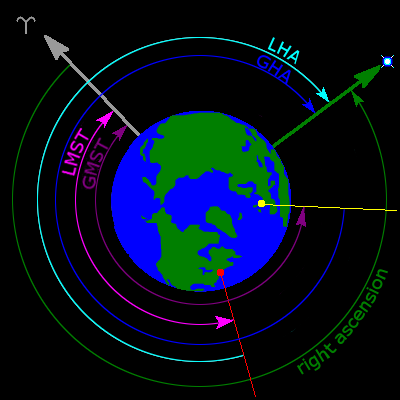
Como se ve desde arriba del polo geográfico de la Tierra, el ángulo horario local (LHA) de una estrella para un observador cerca de Nueva York. También se representan la ascensión recta y el ángulo horario de Greenwich (GHA) de la estrella, el tiempo sideral medio local (LMST) y el tiempo sideral medio de Greenwich (GMST). El símbolo ʏ identifica la dirección equinocciovernal.

El símbolo de ascensión recta α, (minúscula "alfa", abreviada RA) mide la distancia angular de un objeto hacia el este a lo largo del ecuador celeste desde el equinoccio vernal hasta el círculo horario que pasa por el objeto. El punto del equinoccio vernal es uno de los dos puntos en los que la eclíptica se cruza con el ecuador celeste. La ascensión recta suele medirse en sidéreo horas, minutos y segundos en lugar de grados, como resultado del método de medición de las ascensiones rectas por temporización del paso de los objetos por el meridiano a medida que la Gira la Tierra. Hay 360°24h = 15° en una hora de ascensión recta, y 24h de ascensión recta alrededor de todo el ecuador celeste.
Cuando se usan juntas, la ascensión recta y la declinación suelen abreviarse RA/Dec.

### Ángulo horario
Alternativamente a la ascensión recta, el ángulo horario (abreviado HA o LHA, ángulo horario local), un sistema zurdo, mide la distancia angular de un objeto hacia el oeste a lo largo del ecuador celeste desde el meridiana del observador hasta el círculo horario que pasa por el objeto. A diferencia de la ascensión recta, el ángulo horario siempre aumenta con la rotación de la Tierra. El ángulo horario puede considerarse un medio para medir el tiempo transcurrido desde la culminación superior, el momento en que un objeto entra en contacto con el meridiano superior.
Se dice que una estrella culminante en el meridiano del observador tiene un ángulo horario cero (0h). Una  hora sideral (aproximadamente 0,9973 horas solares) más tarde, la rotación de la Tierra llevará a la estrella hacia el oeste del meridiano, y su ángulo horario será de 1h. Al calcular fenómenos del topocéntrico, la ascensión recta puede convertirse en ángulo horario como paso intermedio.

## Coordenadas rectangulares

### Coordenadas ecuatoriales geocéntricas
.

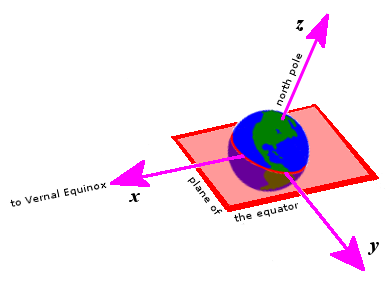
Coordenadas ecuatoriales geocéntricas. El origin es el centro de la Tierra. El plano fundamental es el plano del ecuador terrestre. La dirección primaria (el eje x) es el equinoccio vernal. Una convención diestra especifica un eje y 90° al este en el plano fundamental; el eje z es el eje polar norte. El marco de referencia no gira con la Tierra, sino que la Tierra gira alrededor del eje z

Existen diversas rectangulares variantes de coordenadas ecuatoriales. Todas tienen:
- El origen en el centro de la Tierra.
- El plano fundamental en el plano del ecuador terrestre.
- La dirección primaria (el eje x) hacia el equinoccio vernal, es decir, el lugar donde el Sol cruza el ecuador celeste en dirección norte en su circuito aparente anual alrededor de la eclíptica.
- Una convención diestra, que especifica un eje y 90° al este en el plano fundamental y un eje z a lo largo del eje polar norte.

Los marcos de referencia no giran con la Tierra (en contraste con los marcos Earth-centred, Earth-fixed), permaneciendo siempre orientados hacia el equinoccio, y derivando en el tiempo con los movimientos de precesión y nutación.
- En astronomía:[13]
  - La posición del Sol suele especificarse en las coordenadas rectangulares ecuatoriales geocéntricas X, Y, Z y una cuarta coordenada de distancia, R (= √X² + Y² + Z²) R (= X2 + Y2 + Z2), en unidades de la unidad astronómica.
  - Las posiciones de los planetas y otros cuerpos del Sistema Solar se especifican a menudo en las coordenadas rectangulares ecuatoriales geocéntricas ξ, η, ζ y una cuarta coordenada de distancia, Δ (igual a √ξ² + η² + ζ²), ξ2 + η2 + ζ2), en unidades de la unidad astronómica. Estas coordenadas rectangulares se relacionan con las coordenadas esféricas correspondientes mediante {\displaystyle {\begin{aligned}{\frac {X}{R}}={\frac {\xi }{\mathit {\Delta }}}&=\cos \delta \cos \alpha \\{\frac {Y}{R}}={\frac {\eta }{\mathit {\Delta }}}&=\cos \delta \sin \alpha \\{\frac {Z}{R}}={\frac {\zeta }{\mathit {\Delta }}}&=\sin \delta \end{aligned}}}
- En astrodinámica:[14]
  - Las posiciones de los satélites artificiales de la Tierra se especifican en coordenadas ecuatoriales geocéntricas, también conocidas como inerciales ecuatoriales geocéntricas (IEG), inerciales centradas en la Tierra (ICE), y sistema inercial convencional (SIC), todas ellas equivalentes en definición a los marcos rectangulares ecuatoriales geocéntricos astronómicos, arriba indicados. En el marco ecuatorial geocéntrico, los ejes x, y y z a menudo se designan I, J y K, respectivamente, o la base del marco está especificada por el vector unitarios Î, Ĵ y K̂.
  - El Marco de Referencia Celeste Geocéntrico (MCRG) es el equivalente geocéntrico del Sistema de Referencia Celeste Internacional (MCRI). Su dirección primaria es el equinoccio de J2000.0, y no se mueve con precesión y nutación, pero por lo demás es equivalente a los sistemas anteriores.

## Otras
Coordenadas ecuatoriales horarias